# Surf & Tears (杏里のアルバム)
『Surf & Tears』（サーフ・アンド・ティアーズ）は、2014年6月25日に発売された杏里のセルフカバーアルバム。

## 概要
前作『Surf City -Coool Breeze-』から、1年ぶりのセルフカバーアルバム。初回限定盤にはメイキングなどが収められたDVDが付属された。

## 収録曲
1-12編曲：安部潤
1. BOOGIE WOOGIE MAINLAND
2. Groove A・Go・Go
3. SURF & TEARS
4. 嘘ならやさしく
5. 思いきりアメリカン
6. Cat's Eye
7. ALL OF YOU
8. ドルフィン・リング
9. ラスト ラブ
10. 砂浜
11. 夏の月
12. オリビアを聴きながら
13. 嘘ならやさしく -Live Arrange Version- (Special Tracks)

### 初回限定盤DVD
1. Making of Photography
2. BEST HIT“ANRI”